# CCTV-1
CCTV-1 est la première chaîne de télévision nationale de la république populaire de Chine. Elle appartient au réseau de la Télévision centrale de Chine (en mandarin 中国中央电视台, en anglais CCTV pour China Central Television ), une société dépendante du Conseil d'État de la République populaire de Chine, l'une des principales instances gouvernementales du pays.
Si les premières expérimentations de la télévision chinoise eurent lieu le 1er mai 1958, ce n'est que quelques mois plus tard, le 2 septembre, que les premières émissions régulières purent enfin débuter sous le nom de « Chine Télévision ». Le 1er mai 1978, « Chine Télévision » devint officiellement « CCTV ». Il s'agissait alors de l'unique chaîne de télévision nationale, diffusant des programmes généralistes et éducatifs durant une partie de la journée, la clôture de l'antenne intervenant à minuit.
Rejointe par un second canal au cours des années 80, puis par une multitude de chaînes thématiques dans les années qui suivirent, CCTV-1 reste le principal canal de télévision généraliste de la télévision d'état. 
La CCTV-1, qui diffuse aujourd'hui 24 heures sur 24, propose une grille généraliste reprenant séries chinoises, films, jeux, variétés et bulletins d'information. Elle est diffusée à la fois sur le câble dans les principales agglomérations du pays, sur le réseau hertzien et sur internet.
Les émissions les plus populaires sont actuellement 新闻30分 ( « la demi-heure d'information » ), une émission de reportages diffusée à midi, heure de Pékin, 大风车 ( « le grand moulin à vent » ), une émission de dessins animés, 今日说法 ( « la loi et vous  » ), programme informatif sur l'actualité judiciaire, et surtout le 新闻联播 (Xinwen Lianbo, c'est-à-dire « les nouvelles nationales » ), le grand journal télévisé diffusé quotidiennement à 19 heures - repris en direct par la première chaîne de toutes les provinces - qui voit se succéder reportages sur l'actualité nationale, internationale et régionale, ainsi que des informations relatives aux activités du parti communiste et aux dirigeants du pays. S'ensuivent les prévisions météorologiques ( 天气预报 ) avant que variétés, films ou reportages ne clôturent la soirée.